# Pegomya laterisetata
Pegomya laterisetata este o specie de muște din genul Pegomya, familia Anthomyiidae, descrisă de Deng și Li în anul 1988. Conform Catalogue of Life specia Pegomya laterisetata nu are subspecii cunoscute.